# Parapuzosia
Parapuzosia (лат.) — род вымерших головоногих моллюсков-аммонитов. Известны от сеномана до кампана (99—71 млн лет назад) Африки, Европы и Северной Америки. Как правило, это очень крупные аммониты, достигавшие в диаметре 60 см и более, причём размеры самых крупных видов превышают 2,5 м. Они обладали умеренно инволютивной раковиной с плоскими или слегка закруглёнными сторонами. На внутренних оборотах раковины можно наблюдать отчётливую первичную и вторичную ребристость.

## Виды
Род включает следующие виды:
- Parapuzosia americana (Scott & Moore, 1928)
- Parapuzosia boesei (Scott & Moore, 1928)
- Parapuzosia bradyi (Miller & Youngquist, 1946)
- Parapuzosia corbarica (Grossouvre, 1894)
- Parapuzosia daubreei (Grossouvre, 1894) typus
- Parapuzosia seppenradensis (Landois, 1895)